# Dicondylus alpinus
Dicondylus alpinus är en stekelart som först beskrevs av Edward S. Gourlay 1954.  Dicondylus alpinus ingår i släktet Dicondylus och familjen stritsäcksteklar. Inga underarter finns listade i Catalogue of Life.